# Michael Hutchinson (Radsportler)
Michael Hutchinson (* 20. November 1973 in Belfast) ist ein irischer Autor und ehemaliger britischer Bahn- und Straßenradrennfahrer aus Nordirland.

## Sportliche Laufbahn
2000 und 2005 wurde Michael Hutchinson British Best All-Rounder, eine britische Wertung für Einzelzeitfahren. 2002 wurde er britischer Meister im Einzelzeitfahren und in der Einerverfolgung auf der Bahn. Im nächsten Jahr gewann er eine Etappe bei der Irish Sea Tour of the North, wo er auch 2004 einmal erfolgreich war. Außerdem wurde er 2004 zum zweiten Mal britischer Zeitfahrmeister. Bei den Commonwealth Games 2006 in Melbourne belegte Hutchinson den sechsten Platz in der Einerverfolgung auf der Bahn und den vierten Platz im Einzelzeitfahren auf der Straße. 2008 wurde er erneut nationaler Zeitfahrmeister. 2012, 2013 und 2014 folgten drei irische Landesmeistertitel. Beim Einzelzeitfahren der Commonwealth Games 2014 belegte er Platz zwölf.
Am 2. Juli 2003 machte Hutchinson im Manchester Velodrome den Versuch, den bis dahin gültigen Stundenweltrekord von Chris Boardman über 49,441 Kilometer zu verbessern. Er brach den Versuch nach rund 40 Minuten erschöpft ab.
2014 beendete Michael Hutchinson seine Radsportlaufbahn in der Elite, startete aber anschließend noch erfolgreich bei Masters-Wettbewerben.

## Berufliches
Seit Beendigung seiner sportlichen Laufbahn im Jahre 2014 betätigt sich Michael Hutchinson als Autor im Bereich Radsport. In dem Buch The hour. Sporting immortality the hard way beschrieb er die Erfahrungen bei seinem Stundenweltrekord-Versuch. 2007 wurde er dafür als „bester Neu-Autor“ mit einem British Sports Book Award ausgezeichnet. Als Dr. Hutch schreibt er eine Kolumne für  Cycling Weekly.

## Publikationen
- Hello Sailor. A Year Spent Adrift and All at Sea. Yellow Jersey, 2009, ISBN 978-0-224-07880-1.
- The hour. Sporting immortality the hard way. Vintage Digital, 2010, ISBN 978-0-224-07520-6.
- Faster. The obsession, science and luck behind the world's fastest cyclists. Bloomsbury Sport, 2015, ISBN 978-1-4088-3777-1.
- Re:Cyclists. 200 years on two wheels. Bloomsbury Sport, 2018, ISBN 978-1-4729-2560-2.

## Erfolge

### Straße
2002
- Britischer Meister – Einzelzeitfahren

2004
- Britischer Meister – Einzelzeitfahren

2008
- Britischer Meister – Einzelzeitfahren

2012
- Irischer Meister – Einzelzeitfahren

2013
- Irischer Meister – Einzelzeitfahren

2014
- Irischer Meister – Einzelzeitfahren

### Bahn
2002
- Britischer Meister – Einerverfolgung

## Teams
- 2012 In Gear Quikvit